# حي على خير العمل
حي على خير العمل من ألفاظ الأذان التي وقع الخلاف فيها بين المذاهب الإسلامية.

## صيغتها
أن يقول المؤذن بعد حي على الفلاح الثانية، حي على خير العمل مرتين.

## معناها
ورد عن أبي جعفر محمد الباقر قوله: أتدري ما تفسير حيّ على خير العمل؟ قلت: لا. قال: دعاك إلى البرّ، أتدري برُّ من؟ قلت: لا. قال: دعاك إلى برّ فاطمة وولدها.
سئل جعفر الصادق عن معناها، فقال: خير العمل الولاية.
كما ورد عن محمد بن أبي عمير، أنّه سأل أبا الحسن الرضا عن حيّ على خير العمل، لم تركت من الأذان؟ قال:تريد العلّة الظاهرة أم الباطنة؟ قلت: أُريدهما جميعاً، فقال: أمّا العلة الظاهرة فلئلا يدع الناس الجهاد اتكالاً على الصلاة، وأمّا الباطنة فإنّ خير العمل الولاية، فأراد من أمر بتركها من الأذان أن لا يقع حثٌّ عليها ودعاء إليها.

## حكمها
عند علماء المذهب الشيعي الإمامي هي واجبة الذكر في الأذان، حيث أمر الأئمة الإثنا عشر أتباعهم بالإتيان بها حيث تُعد شعارًا للشيعة طوال تاريخهم. ويروون أحاديث تثبت وجودها فيه على عهد الرسول محمد وخليفته أبي بكر وصدر من خلافة عمر منها:
- عن جعفر الصادق عن أبيه أن علي بن الحسين السجاد كان إذا قال في أذانه حي على الفلاح قال حي على خير العمل، ويقول هو الأذان الأول.[5]
- عن نافع قال: كان ابن عمر يكبر في النداء ثلاثاً ويشهد ثلاثاً وكان أحياناً إذا قال حي على الفلاح قال على إثرها: حي على خير العمل.[6]
- كان ابن النبّاج مؤذن عليّ يقول: حيّ على خير العمل، حيّ على خير العمل. وكان إذا رآه علي بن أبي طالب قال له: مرحباً بالقائلين عدلاً، وبالصلاة مرحباً وأهلاً.[7]

في حين تسقطها مذاهب أهل السنة من الأذان، ولا يذكرونها، ويعتبرون ذكرها في الأذان خطأً أما الأذان نفسه فصحيح، والصلاة التي أقيمت به صحيحة.

## حذفها من الأذان
- ورد عن أبي جعفر محمد بن علي الباقر قوله: كان الأذان بحيّ على خير العمل على عهد رسول الله صلى الله عليه وآله وسلم، وبه أمروا في أيام أبي بكر وصدرٍ من أيام عمر، ثم أمَرَ عمر بقطعه وحذفه من الأذان والإقامة، فقيل له في ذلك فقال: إذا سمع الناس أن الصلاة خير العمل تهاونوا بالجهاد وتَخلفوا.[10]

- قول أحد الأئمة أنّ بلالاً كان عبداً صالحاً فقال: لا أُؤذّن لأحد بعد رسول الله، فترك يؤمئذ حيّ على خير العمل.[11]

## انظر ايضاً
- الشهادة الثالثة
- الصلاة في الإسلام

## وصلات خارجية
- حي على خير العمل، محمد مهدي الموسوي الخرساني.